# Riccardo Pazzaglia
Riccardo Pazzaglia (Napoli, 12 settembre 1926 – Roma, 4 ottobre 2006) è stato uno scrittore, giornalista, attore, paroliere e regista italiano.

## Biografia
Nato e cresciuto a Napoli nel rione Sanità, Riccardo Pazzaglia nel 1952 si diploma in regia al Centro sperimentale di cinematografia di Roma, avendo come docenti Alessandro Blasetti, Vittorio De Sica e Roberto Rossellini. Da quell'anno, comincia un'intensa attività di documentarista e sceneggiatore (firma fra l'altro il soggetto del film del 1957 Lazzarella). Il suo film di esordio, L'onorata società (1960), è una dissacrazione della mafia; secondo film della coppia Franco Franchi e Ciccio Ingrassia.
Seguono il mediometraggio La fabbrica dei soldi (1965), con Salvo Randone, e Farfallon (1974), satira del sistema carcerario, sia repressivo che permissivo, nonché parodia del più noto film Papillon. Negli anni sessanta partecipa al programma radiofonico Radio ombra e nel 1985 alla trasmissione televisiva Quelli della Notte di Renzo Arbore, nella quale interpreta un ruolo da filosofo. Negli anni ottanta è autore di vari libri, come Il brodo primordiale (1985), seguito da La stagione dei bagni (1987) e Partenopeo in esilio (1989).
Dall'opera di satira sociale Separati in casa trae la sceneggiatura del film omonimo, basato sulle vicissitudini di due coniugi (interpretati da Pazzaglia stesso e da Simona Marchini), costretti a vivere da separati nella stessa abitazione a causa della carenza di alloggi. È anche autore di alcune canzoni interpretate da Domenico Modugno come Sole, sole, sole; Lazzarella; Io, mammeta e tu; 'O ccafè, Meraviglioso (colonna sonora del film di Giovanni Veronesi Italians) e da Joe Sentieri (Lei, finalista al Festival di Sanremo 1961).
Ha inoltre scritto assieme a Gianni Boncompagni La scala buia, cantata da Mina su musiche di Franco Bracardi. Narratore di storia, Riccardo Pazzaglia ha descritto le vicende della seconda metà dell''800 nella Trilogia dell'800: ne Il regno dei due cognati racconta il decennio francese a Napoli e il doppio regno di Giuseppe Bonaparte e Gioacchino Murat, in Garibaldi ha dormito qui (vincitore del premio Cimitile) racconta la fine del Regno delle Due Sicilie fino alla difesa di Gaeta, mentre ne La Repubblica romana ha i giorni contati tratta degli ultimi giorni della Repubblica Romana del 1849.
In teatro, ha partecipato a numerose commedie, tra cui La gnoccolara di Pietro Trinchera, La moglie fatta in casa, scritta in doppi settenari e ispirata a La scuola delle mogli di Molière e Cirano, commedia musicale con musiche di Domenico Modugno. Nel 1993 partecipa all'incontro che darà origine al Movimento culturale "Neoborbonico", in occasione del quale presenta una versione rivista dell'inno delle Due Sicilie.
Nel 1968, per Radiodue, creava - con Corrado Martucci - il programma Radio Ombra rinnovando il linguaggio radiofonico. Nel 1969, sempre per Radiodue, con L'altra radio, prosegue il suo discorso innovativo, affiancando agli attori della sede Rai di via Asiago, degli sconosciuti professionisti in altri campi, per dar vita a convegni e dibattiti dai toni surreali. Seguono, per circa vent'anni, per le tre reti Rai, programmi di cui è autore e - sempre più spesso - anche conduttore: Il Giocone, Un altro giorno musiche e pensieri confusi di Riccardo Pazzaglia (che condusse dal 30 agosto al 1 ottobre 1976 tutti i giorni dal lunedì al venerdì dalle 6 alle 8,30 su Radiodue programma d'intrattenimento radiofonico del primo mattino che dava la sveglia agli italiani), A tutte le radioline in ascolto, Anni folli, Concerto per umorista e orchestra, Pranzo alle otto, Lo scatolone e altri.
Nel 1984 firma come autore, insieme a Renzo Arbore, il programma Cari amici vicini e lontani, dedicato ai sessant'anni della radio. L'anno seguente è uno dei brillanti protagonisti del celebre programma comico Quelli della notte, ideato e condotto da Arbore. Nel 1988 è autore, con Pier Francesco Pingitore, di Cocco, che conduce con Gabriella Carlucci. All'interno di questo show si ritaglia uno spazio satirico - della durata di soli tre minuti - intitolato appunto Tre minuti per me. Dallo stesso anno, e per molte puntate fino al 2002, è ospite del Maurizio Costanzo Show.
È morto a Roma, il 4 ottobre 2006, all'età di 80 anni. Riposa presso il Cimitero Flaminio.
Era il padre dell'attore Massimiliano Pazzaglia.

## Filmografia

### Regista
- Ormai è l'alba – cortometraggio (1952)
- L'onorata società (1961)
- La fabbrica dei soldi, co-regista con Jean-Claude Roy e Juan Esterlich (1965)
- Farfallon (1974)
- Separati in casa (1986)

### Sceneggiatore
- Lazzarella, regia di Carlo Ludovico Bragaglia (1957)
- Il corsaro della mezza luna, regia di Giuseppe Maria Scotese (1957)
- Così parlò Bellavista, regia di Luciano De Crescenzo (1984)
- Il mistero di Bellavista, regia di Luciano De Crescenzo (1985)
- Croce e delizia, regia di Luciano De Crescenzo (1995)

### Attore
- "FF.SS." - Cioè: "...che mi hai portato a fare sopra a Posillipo se non mi vuoi più bene?", regia di Renzo Arbore (1983)
- Così parlò Bellavista, regia di Luciano De Crescenzo (1984)
- Il mistero di Bellavista, regia di Luciano De Crescenzo (1985)
- Separati in casa, regia di Riccardo Pazzaglia (1986)
- 32 dicembre, regia di Luciano De Crescenzo (1988)
- Croce e delizia, regia di Luciano De Crescenzo (1995)
- Come inguaiammo il cinema italiano - La vera storia di Franco e Ciccio, regia di Ciprì e Maresco (2004)

## Teatro
- La gnoccolara, riduzione del testo settecentesco di Pietro Trinchera e regia (1963)
- La moglie fatta in casa (testo e regia), commedia in versi ispirata a La scuola delle mogli di Molière (1964)
- Ogni giorno ne facciamo almeno tre, testo scritto con Carlo Molfese (1970)
- Cyrano, adattamento dal testo di Edmond Rostand, con versi per canzoni e balletti su musica di Domenico Modugno (1978)
- Partenopeo in esilio, trasposizione teatrale dal romanzo omonimo, ne firma anche la regia (1986)
- Ritornati dal passato, ne firma anche la regia (1987)
- Il brodo primordiale, trasposizione teatrale del best seller edito da Rizzoli (1989)
- Il Guarracino (1992)
- La crociera delle fette biscottate (2000)
- L'operetta da quattro soldi, inedita (2004)

## Radio
- Radio ombra
- Trattenimento in musica
- Anni folli
- Radio magia
- Un altro giorno (musiche e pensieri confusi)
- A tutte le radioline in ascolto o La radiolaccia
- Europa music hall
- L'altra radio
- Canzoniamoci

## Libri
- Specchio ustorio, Grimaldi & Co., 2009.
- Il cadavere in bicicletta e altri divertenti delitti, Flaccovio Dario, 2006.
- L'invenzione della pasta. Certificato di nascita dei maccheroni, Guida, 2006.
- Come l'America fu costretta a farsi scoprire, Rizzoli, 2003.
- Separati in casa, Newton Compton, 1999.
- Oreste Pipolo, Odore di caffè, Guida, 1999.
- La repubblica romana ha i giorni contati, Mondadori, 1998.
- Garibaldi ha dormito qui. Storia tragicomica dell'unità d'Italia, Mondadori, 1995.
- Il regno dei due cognati. Storia tragicomica di Napoli francese, Mondadori, 1993.
- La stagione dei bagni, Rizzoli, 1987.
- Partenopeo in esilio, Rizzoli, 1985.
- Il brodo primordiale, Rizzoli, 1985.